# NXT TakeOver: Chicago
NXT TakeOver: Chicago foi um evento de luta livre profissional produzido pela WWE e transmitido pelo WWE Network para o seu território de desenvolvimento, o WWE NXT. Ocorreu em 20 de maio de 2017 no Allstate Arena em Rosemont, Illinois. Este foi o décimo quinto evento do NXT TakeOver e o terceiro de 2017.

## Antes do evento
NXT TakeOver: Chicago teve combates de luta livre profissional de diferentes lutadores com rivalidades e histórias pré-determinadas, que se desenvolveram no WWE NXT, programa do território de desenvolvimento da WWE que é transmitido pelo WWE Network. Os lutadores interpretaram um vilão ou um mocinho seguindo uma série de eventos para gerar tensão, culminando em várias lutas.

## Resultados
| Nº                                          | Resultados                                                                                                 | Estipulações                                         | Tempo |
| ------------------------------------------- | --- | ---------------------------------------------------- | ----- |
| 1                                           | Roderick Strong derrotou Eric Young (com Alexander Wolfe e Killian Dain)                                   | Luta individual                                      | 13:42 |
| 2                                           | Pete Dunne derrotou Tyler Bate (c)                                                                         | Luta individual pelo WWE United Kingdom Championship | 15:27 |
| 3                                           | Asuka (c) derrotou Ruby Riot e Nikki Cross                                                                 | Luta triple threat pelo NXT Women's Championship     | 12:30 |
| 4                                           | Bobby Roode (c) derrotou Hideo Itami                                                                       | Luta individual pelo NXT Championship                | 17:34 |
| 5                                           | The Authors of Pain (Akam e Rezar) (com Paul Ellering) (c) derrotou #DIY (Johnny Gargano e Tommaso Ciampa) | Luta de escadas pelo NXT Tag Team Championship       | 20:00 |
| (c) – Refere-se aos campeões antes da luta. | |                                                      |       |